# Johann Ulrich von Cramer

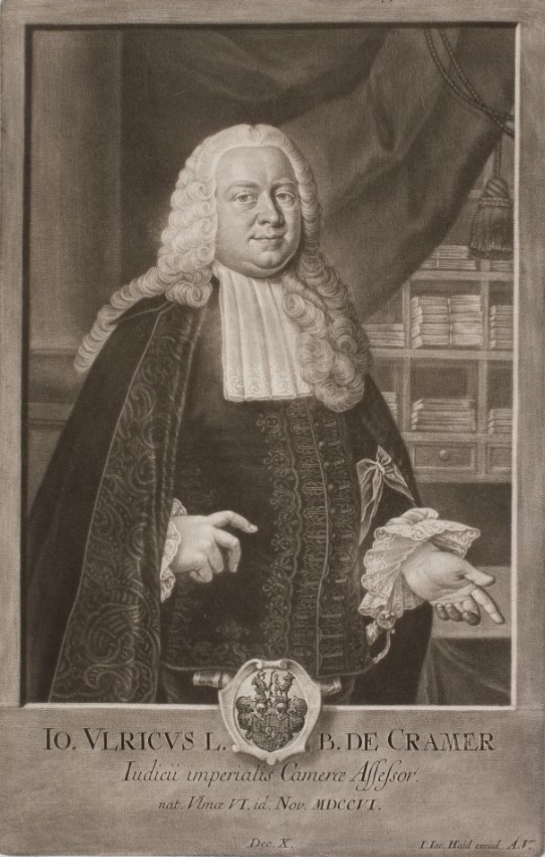
Johann Ulrich von Cramer

Johann Ulrich Cramer ab 1741 Edler von Cramer, ab 1745 Freiherr von Cramer, auch Kramer, (* 8. November 1706 in Ulm; † 18. Juni 1772 in Wetzlar) war ein deutscher Jurist und Philosoph. Er gehörte zu den bedeutendsten Rechtsgelehrten in der Mitte des 18. Jahrhunderts. Cramer war ab 1752 bis zu seinem Tod Beisitzer am Reichskammergericht zu Wetzlar.

## Leben

### Familie
Johann Ulrich Freiherr von Cramer entstammte einer alten Ulmer Rats-, Pfarrer- und Beamtenfamilie. Sein Vater Johann Albrecht Cramer (* 1682; † 1753) war Kaufmann sowie Mitglied im Stadtrat und Oberrichter in Ulm. Seine Mutter Susanne Regine (* 1686; † 1759), war die Tochter des Ulmer Kaufmanns und Ratsherren Wolfgang Thomas Schellenberger.

### Beruflicher Werdegang
Johann Ulrich besuchte zunächst das Gymnasium in seiner Heimatstadt. Ab 1726 studierte er an der Universität Marburg Rechtswissenschaften, beschäftigte sich aber auch mit Philosophie und Mathematik. Einer  seiner Professoren in Marburg war Christian Wolff, mit dem er eng befreundet war. 1731 wurde Cramer Magister der Philosophie, Doktor beider Rechte, außerordentlicher Professor und ab 1733 ordentlicher Professor der Rechtswissenschaften in Marburg. Zu seinen Schülern gehörte unter anderem Daniel Nettelbladt, den er mit seinen Ideen stark beeinflusste. 1738 leitete er als Prorektor die Marburger Hochschule. 1740 wurde Cramer zum landgräflich hessen-kasseler Hofrat ernannt und zwei Jahre später in den kaiserlichen Reichshofrat nach Frankfurt am Main berufen. Bereits 1741 erhielt er den Reichsadelsstand als Edler von Cramer.
1745, nach dem Tod von Kaiser Karl VII., wurde Cramer Beisitzer des Reichs-Vikariats-Hofgerichts zu München und zugleich durch den Kurfürsten von Bayern während seines Reichsvikariats in den Reichsfreiherrenstand erhoben. Noch in demselben Jahr, nach der Wahl von Franz I. Stephan zum römisch-deutschen Kaiser, kehrte er nach Marburg zurück, erhielt aber zunächst kein öffentliches Amt. Erst 1752, in Folge der Präsentation des fränkischen Kreises, trat er eine Beisitzerstelle am Reichskammergericht zu Wetzlar an. 1765 tauschte er dieselbe mit der kurbrandenburgischen Beisitzerstelle, in welcher er bis zu seinem Tod verblieb. 1760 wurde er in die rheinische Reichsritterschaft des Ritterkantons Wetterau aufgenommen. Durch Anwendung der Wolffschen Philosophie auf die Rechtswissenschaft begründete er die so genannte demonstrativische oder mathematische Lehrmethode. Seine zahlreichen Schriften betreffen alle Gebiete der Jurisprudenz, vor allem aber das deutsche Staats- und Fürstenrecht. Sie geben ein anschauliches Bild von der Praxis der beiden höchsten Reichsgerichte. Unter den literarisch tätigen Mitgliedern des Reichskammergerichts war in der zweiten Hälfte des 18. Jahrhunderts Cramer nicht nur der rührigste, sondern auch der bedeutendste. Er hatte erheblichen Einfluss auf das Richterkollegium am Reichskammergericht.
Johann Ulrich Freiherr von Cramer starb am 18. Juni 1772, im Alter von 65 Jahren, in Wetzlar. Er war seit 1759 auswärtiges Mitglied der Bayerischen Akademie der Wissenschaften.

### Ehe und Nachkommen
Cramer heiratete 1734 in Marburg Katharina Juliana (* 1706; † 1773), die Tochter des David von Hein, Hofgerichtsrat in Marburg, und dessen Frau Amalia Catharina, eine geborene von Pfreundt. Susanne Amalie († 1765), eine Tochter des Paares, ehelichte den kurpfälzer Geheimrat Gerhard Wilhelm von Cronenberg. Ihr Bruder Johann Albrecht David Freiherr von Cramer war zunächst kurpfälzischer Regierungsrat zu Sulzbach und später, in gleicher Position wie sein Vater, Reichskammergerichtsassessor in Wetzlar. Er konnte den Mannesstamm mit vier Söhnen fortsetzen.

## Werke

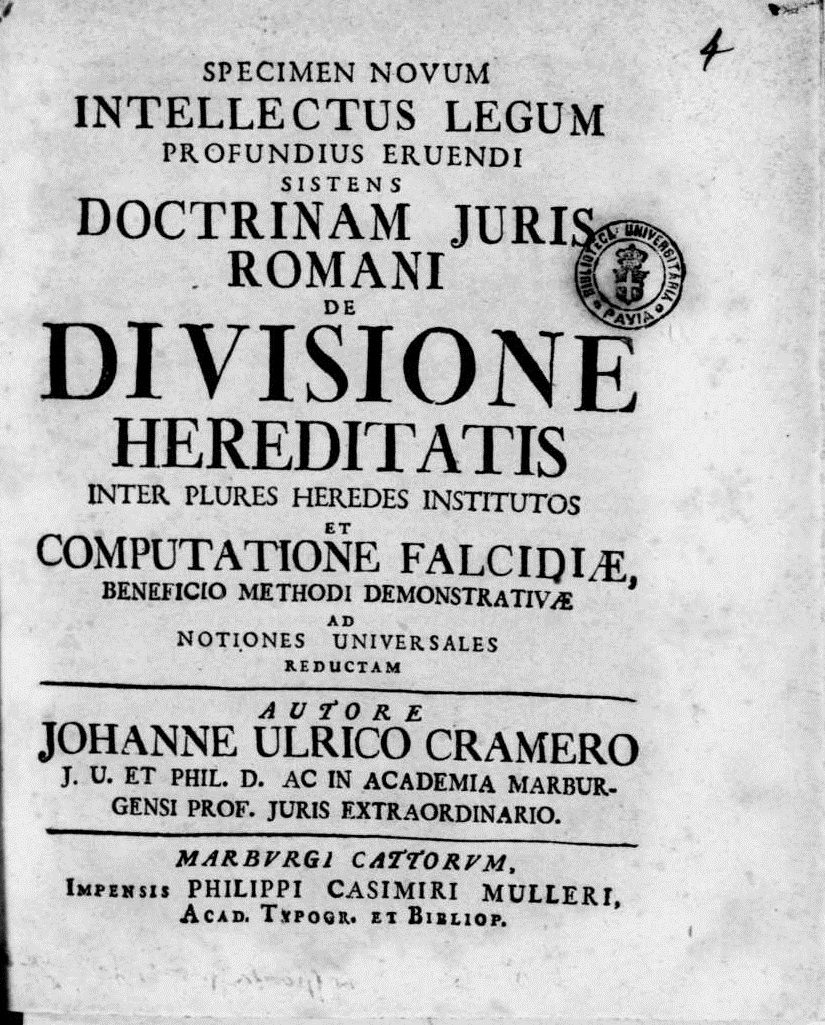
Specimen novum intellectus legum profundius eruendi, 1732

- Opuscula. 4 Bände; Marburg 1742–1756 und ein Supplementband 1767.
- Wetzlarische Nebenstunden. 128 Teile in 32 Bänden; Ulm 1755–1773 und ein Registerband 1779.
- Observationes juris universi. 6 Teile; Wetzlar 1758–1772.
- Wetzlarische Beyträge. 4 Teile; Ulm 1763.
- Systema processus imperii. 4 Teile in einem Band; Wetzlar 1764–1767.
- De iurisconsulto inventore. (Latein, beic.it).
- De pacto hereditario renunciativo filiae nobilis. (Latein, beic.it).
- Specimen novum intellectus legum profundius eruendi. Philipp Kasimir Müller, Marburg 1732 (Latein, beic.it).
- Specimen novum iuris naturalis de aequitate in probabilibus. (Latein, beic.it).